# Chiesa dei Santi Rocco e Sebastiano (Gambarogno)
La chiesa dei Santi Rocco e Sebastiano è un edificio religioso tardobarocco che si trova a Gerra Gambarogno, frazione di Gambarogno in Canton Ticino.

## Storia
Una prima versione dell'edificio, in forma di oratorio, fu costruita nel 1587. Nel 1742, alla vigilia dell'ottenimento dei diritti parrocchiali tramite la separazione da quella di Sant'Abbondio, avvenuta nel 1744, l'edificio fu ricostruito con le forme attuali. 
Nell'Ottocento la chiesa fu ripetutamente modificata: il più rilevante dei rimaneggiamenti fu apportato fra il 1898 e il 1899 da Maurizio Conti, che ampliò l'edificio, realizzò la volta a botte lunettata, le cappelle laterali e il coro, di forma semicircolare. Di rilievo, nel medesimo secolo, anche la sopraelevazione del campanile, opera di Francesco Galli risalente al 1886 circa. Nel 1921, infine, Silvano Girardi dipinse le figure di San Rocco e San Sebastiano sulla facciata.